# كورة الكرعان (المحفد)

تعديل مصدري - تعديل

كورة الكرعان هي إحدى قرى عزلة المحفد بمديرية المحفد التابعة لمحافظة أبين، بلغ تعداد سكانها 114 نسمة حسب تعداد اليمن لعام 2004.